# Ludy fińskie

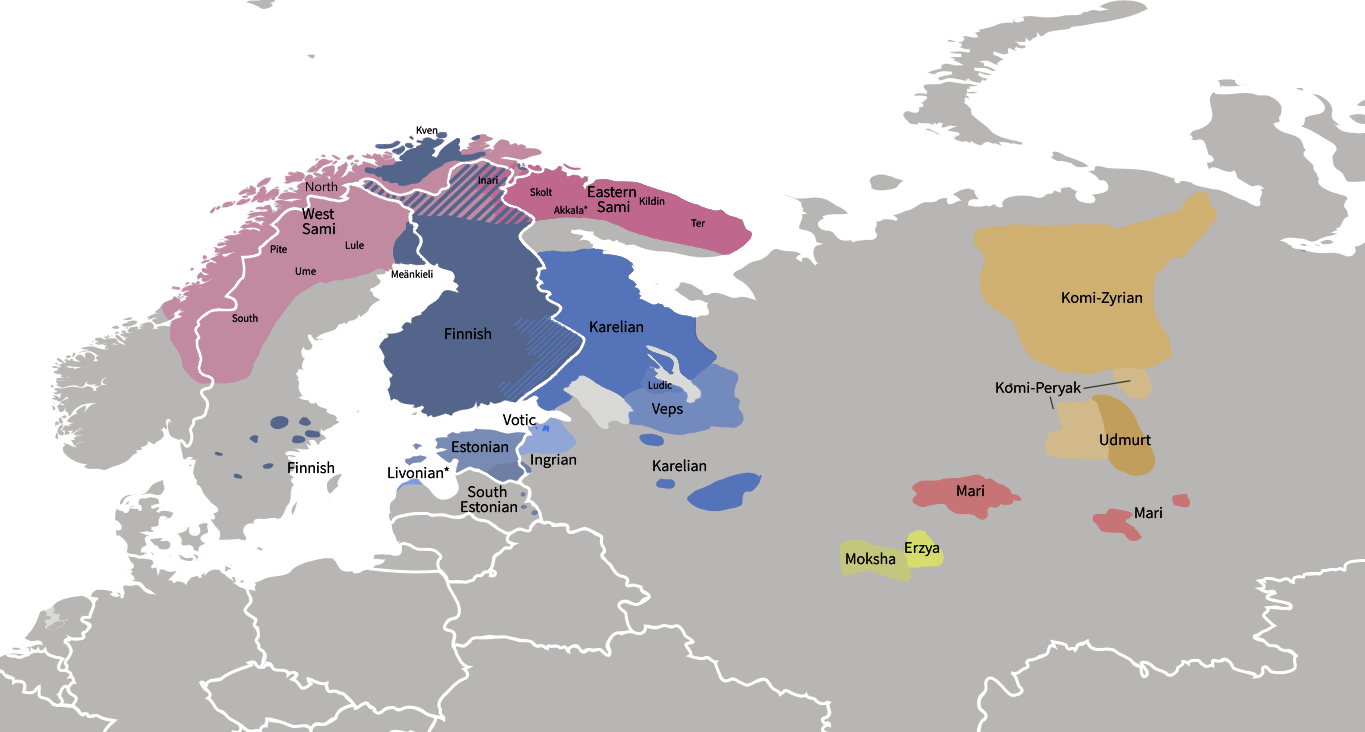
Języki fińskie

Ludy fińskie – grupa ludów wspólnego pochodzenia, posługujących się językami wołżańsko-fińskiej i bałtycko-fińskiej grupy ugrofińskiej gałęzi uralskiej rodziny języków. Grupa dzieli się na dwie podgrupy: ludy wołżańsko-fińskie i ludy bałtycko-fińskie, różniące się, poza lokalizacją i językiem, również przeszłością historyczną. Szczególne miejsce zajmują Lapończycy, którzy, choć posługują się językami ugrofińskimi i należą do fińskiego kręgu kulturowego, to jednak nie są pochodzenia ugrofińskiego, lecz zostali do tej grupy asymilowani. Ludy fińskie zamieszkują północno-wschodni kraniec Europy – od północno-wschodnich wybrzeży Morza Bałtyckiego (Zatoki Fińskiej i Botnickiej) po środkową Wołgę i Kamę. Poza Finlandią i Estonią, gdzie osadnictwo fińskie jest zwarte, pozostałe ludy fińskie żyją dziś w rozproszeniu między Rosjanami.
Ludy fińskie wyodrębniły się w wyniku rozpadu wspólnoty prafińskiej, polegającego na oddzieleniu się ludów permskich, na początku I tysiąclecia p.n.e. Terytorium zamieszkiwane przez ludy fińskie, choć nie obejmowało jeszcze dzisiejszej Finlandii, już wtedy było rozległe, co doprowadziło do rychłego rozpadu tak powstałej grupy na gałąź zachodnią – bałtycką i wschodnią – wołżańską. Języki ludów z grupy fińskiej wykazują ślady kontaktów z językami irańskimi i bałtyckimi. Do rozpadu wspólnoty fińskiej na dzisiejsze ludy doszło w toku długotrwałego procesu trwającego od I do VIII–IX wieku n.e.